# Demonassa marmorata
Demonassa marmorata là một loài bọ cánh cứng trong họ Cerambycidae.